# Катаракта
Катаракта (на латински: cataracta от на старогръцки: καταρράκτης – „водопад, пръски на водопад“, на популярен език наричана „перде на окото“) е заболяване на окото, което представлява помътняване на естествената леща (lens cristalina), което може да доведе до пълно ослепяване. Най-често се среща при възрастните хора („старческо перде“), но може да се появи и в по-ранна възраст, особено като последствие на увреждане от друг характер – захарен диабет, травма, силно късогледство, хронично възпаление, ултравиолетово лъчение. Познати са и вродени катаракти – те са налице при новородени след боледуване от рубеола или сифилис от страна на бременната или след контакт с други тератогенни фактори.
Отстранява се с хирургични средства, като помътнялата естествена леща се разбива с ултразвук и се отстранява, а на нейно място се имплантира изкуствена вътреочна леща.

## Симптоми
- Замъглено зрение
- Неясни и неярки цветове
- Силно затруднено виждане при слаба светлина
- Дразнене на очите от ярка светлина и проблясвания
- Виждане на ореол около източниците на светлина
- Двойно виждане

## Лечение

### История
Налице са археологически и литературни данни, че античният свят познава анатомичното положение на кристалната леща в предния сегмент на човешкото око. Първите препратки към катаракта и нейното третиране в Европа датират от 29 г. сл.н.е. в трактатът De Medicinae, дело на латинския енциклопедист Авъл Корнелий Целз. Първата документирана операция за катаракта е извършена през II век от елинът Клавдий Гален от Пергам. (фигура Съвременна реконструкция на инструментариум за катарактална инклинация, източни провинции на Римската империя, II век)
Археологическа находка, съдържаща кухи бронзови инструменти от II век допуска, че те са били използвани за изсмукване на катаракта. Историографската справка сочи, че подобна процедура е описана от персийския лекар Мохамед ибн Закария ал-Рази, живял през X век, но приписващ заслугите за въвеждането на тази операция на Антил, елински лекар от II век. По-късен вариант на процедурата е съобщен от ал Шадхили в Египет през XIV век, който използва винт за да създаде всмукване.
На Индийския субконтинент лечителят Сушрута през III век практикува луксиране (инклинация, изкълчване, couching) на катаракталната леща (ślaiṣmika liṅganāśa) в стъкловидното тяло – манипулация, предизвикваща слепота в 70% от случаите. Интересно е, че в своя сборник Сушрута Самита пръв описва контраиндикации за тази манипулация („ако болната част в областта на зеницата не е оформена като полумесец, капка пот или перла: не е фиксирана, неравна и тънка в центъра, набраздена или пъстра и не се открива болезнена или червеникава.“), метод за антисептика (топло пречистено масло от млечен произход). Методът се разпространява и в Китай, свидетелства за което има и от времето на династията Тан (618 – 907 г.). Методът продължава да се използва през Средновековието, а и до днес в някои части на Африка и в Йемен.
През 1748 г. Жак Давиел е първият модерен европейски лекар, който успешно извлича катаракти от окото. В Америка ранна форма на хирургична намеса, известна като куртинг на катаракта, може да е била извършена през 1611 г. [25], а екстрахирането на катаракта най-вероятно е извършено до 1776 г. [26] Екстракция на катаракта чрез аспирация на лещения материал през тръбичка, към която се прилага засмукване, е извършена от Филаделфийския хирург Филип Синг през 1815 г.
В по-голямата си част, описаните методи са заменени от екстракапсуларна операция на катаракта и факоемулсификация.
Въвеждането на първата заднокамерна вътреочна леща (PC-IOL) от Харолд Ридли през 1949 г. е първата голяма стъпка в съвременната хирургия на катаракта. През 1952 г. Барон имплантира първата преднокамерна вътреочна леща (АC-IOL), закрепена в иридокорнеалния ъгъл. След това е разработена концепцията за емулсифициране на лещата с ултразвук, както и техниката на иригация/аспирация (I/A), станали предпоставки за въвеждането на факоемулсификацията на катарактата. През 80-те години на ХХ век са въведени и меки сгъваеми ВОЛ, позволяващи работа през по-малък оперативен разрез. През 1994 офталмохирурзите съобразяват, че посредством корнеалния разрез преди факоемулсификация могат контролирано да повлияят на роговичната кривина.